# Атун, Хаккы
Хаккы Атун (тур. Hakkı Atun; род. 7 октября 1935, Фамагуста) — бывший премьер-министр Турецкой Республики Северного Кипра. Он занимал эту должность с 1994 по 1996 год.
На всеобщих выборах 1976, 1981, 1985, 1990 годов он был избран депутатом парламента Никосии от партии национального единства и занимал посты министра по делам поселений и реабилитации, министерства финансов, Министерства национального образования, культуры, молодёжи и спорта и генерального секретаря Партии национального единства. С 1985 по 1993 год он занимал пост спикера Ассамблеи Республики. 4 октября 1996 года был переизбран спикером Ассамблеи Республики.
В 1959 году окончил Стамбульский технический университет. В 1985—1993 и 1996—1998 годах возглавлял Ассамблею Турецкой Республики Северного Кипра.